# Pier Luigi I. Farnese
Pier Luigi Farnese (* 1435, † ca. 1487) war ein italienischer Condottiere, war Herr von Capodimonte, Musignano, Valentano, Gradoli, Piansano, Canino und Abbazia al Ponte, päpstlicher Pfarrer von Canino.

Wappen des Hauses Farne

## Biografie
Pier Luigi wurde als Sohn von Ranuccio Farnese il Vecchio und Agnese Monaldeschi vor der Mitte des 15. Jahrhunderts geboren. Als der Vater sein Testament machte, war er noch minderjährig.
Ranuccio, der im Sterben lag, überließ seinen Söhnen nicht nur eine ausgedehnte territoriale Herrschaft, sondern aber auch ein klares politisches Ziel, das sich als Motor für den weiteren Aufstieg der Familie erweisen würde. Obwohl er in Rom ein hohes Ansehen genoss, entschied er sich, seine Stadtresidenz in Viterbo und auf der Insel Bisentina im Bolsenasee ein Kloster und das Familiengrab zu bauen. Auch baute er die strategischen Allianzen weiter aus. Einerseits wurden die Handelsbeziehungen mit Orvieto weiter ausgebaut (die Frau von Ranuccio war eine Monaldeschi), andererseits wurden die Beziehungen zu den Orsinis verstärkt. Sein Sohn Gabriele Francesco heiratete eine Orsini von Pitigliano.
Ranuccios Söhne, Angelo, Gabriele Francesco und Pier Luigi, gelang es nicht nur, das Vermögen des Vaters zu erhalten, sie waren dank ihrer Heiratspolitik auch in der Lage neue Besitztümer zu erwerben.
Pier Luigi wurde vom sterbenden Vater unter den Schutz der Brüder gestellt. Das von ihm geerbte Eigentum bestand aus den Schlössern Capodimonte und Musignano und den Rechten der Familie über die Abbazia al Ponte, Canino und Montalto, zu denen der vierte Teil des Besitzes von Pian d'Arcione und ein Teil des gesamten beweglichen Eigentums und 11.000 Gulden, die in Florenz bei der Medici-Bank deponiert wurden, hinzukamen.
Ab der Mitte des Jahrhunderts wurde er in die Kämpfe verwickelt, welche die Region plagten. 1458 intervenierte er zu Gunsten der Gatti die, zusammen mit dem Capitano del Patrimonio, aus Viterbo vertrieben wurden. 1461 scheint er in Verbindung mit Orvieto auf, das sich für eine Anklage gegen die Verschwörung des Condottiere Gentile della Sala einsetzte, einem Mann der Monaldesca, der versuchte, die Stadt mit einem Staatsstreich zu übernehmen.
Inzwischen wurden Verhandlungen aufgenommen, um eine Heirat mit Giovannella Caetani, Tochter von Onorato III, Herzog von Sermoneta, zu schließen. Die Verhandlungen führte Kardinal Ludovico Scarampi. Er war schon lange mit der Familie Farnese verbunden und bereits von Ranuccio als Testamentsvollstrecker eingesetzt worden.
In den Jahren 1460–61 stand er Caterina Orsini, Ehefrau von Onorato, mit seiner Hilfe und seinem Rat zur Seite. Sie musste den Staat allein regieren, da ihr Ehemann für den Krieg im Königreich Neapel abwesend war. Die Verhandlungen sind durch die im Caetani-Archiv aufbewahrte Korrespondenz sehr gut dokumentiert. Sie begannen 1460 und im März 1464 bestellte Pier Luigi von seinem Wohnsitz in Ischia bei Castro aus einen Prokurator, der die Mitgift von Giovannella in Höhe von 2750 Dukaten entgegennahm. Mit dieser Ehe traten die Farnese in die Reihen der römischen Aristokratie ein, was der Familie hohes Ansehen einbrachte.
Aus einem Dokument aus dem Jahr 1480 geht hervor, dass sich die Söhne Ranuccio und Paolo beim Tod seines Bruders Gabriele Francesco, der vermutlich zwischen Dezember 1475 und den ersten Monaten des folgenden Jahres eingetreten war, wegen der Teilung einiger Länder nicht einigen konnten. Die Auseinandersetzung dauerte einige Zeit und fand 1480 eine endgültige Einigung mit der Zuweisung der Stände von Arlena und Civitella an Pier Luigi und der von Tessennano an die Neffen, während die Cannara von Marta (eine Fangvorrichtung zum Fang von Aalen) in zwei Hälften geteilt wurde.
Der Zustand der Dokumentation lässt keinen Schluss auf die Beteiligung seiner Gattin an der Verwaltung der Familienangelegenheiten zu, es ist jedoch anzunehmen, dass hinter den Ereignissen ihrer Tochter Julia und der Ausbildung und Karriere von Alexander auch ihre Entschlossenheit und Kontakte zum römischen Adel und insbesondere zur Kurie standen.
In Erinnerung geblieben ist die Verhaftung, die von ihrem Sohn Alexander veranlasst wurde, der seine Mutter im Jahr 1487 mehrerer Vergehen beschuldigte. Diese Episode lässt sich nur schwer rekonstruieren, da sich die vorhandenen Dokumente nicht chronologisch einordnen lassen.
Pier Luigi verstarb zwischen der Ausstellung seines mit Dezember 1485 datierten Testamentes und November 1487 als Giovannella in einem Dokument als „uxor olim domini Pietrolovisii“ aufscheint.

## Nachkommen
- Angelo (1465–1494), Condottiere des Kirchenstaates, heiratete Lella Orsini, Tochter des Condottiere Niccolò
- Girolama (1466–1505) heiratete Puccio Pucci und dann Giuliano dell’Anguillara
- Alessandro (1468–1549), Papst Paul III.
- Beatrice (1469–1507) war eine Nonne und ab 1480 Äbtissin des Klosters S. Bernardino
- Bartolomeo (1470–1552)
- Giulia (1474–1524) war die Liebhaberin des Borgia-Papstes Alexander VI.